# Lilla Trangölen
Lilla Trangölen är en sjö i Eksjö kommun i Småland och ingår i Motala ströms huvudavrinningsområde.